# Тревиняно Романо
Тревиня̀но Рома̀но (на италиански: Trevignano Romano) е градче и община в Централна Италия, провинция Рим, регион Лацио. Разположено е на 220 m надморска височина, на северния бряг на езеро Брачано. Населението на общината е 5949 души (към 2010 г.).